# Йосип Хорват Меджимурец
Йосип Хорват Меджимурец (хорв. Josip Horvat Međimurec; 18 лютого 1904 року, Чаковец — 2 червня 1945 року, Загреб) — хорватський художник.
Йосип Хорват народився в сім'ї Драгутина і Марії Хорват в місті Чаковец, де закінчив початкову школу. Далі він продовжив навчання в містах Надьканіжа і Будапешт. З 1917 по 1923 рік він навчався в віденської Академії образотворчих мистецтв.
У 1924 році він почав працювати в Загребі, в цей час покровителем багатьох художників в місті був Антун Ульріх, який і сприяв тому, що у Хорвата з'явилося своє ательє на Меснічкой вулиці. З 1931 року художник страждав від кісткового туберкульозу, після десятки операцій в грудні 1942 року його права нога була ампутована. З тих пір він користувався дерев'яним протезом.
Загребський промисловець Антун Рес, член Братства Хорватського дракона, замовив Хорвата великі полотна на теми хорватської історії, такі як Коронація короля Томіслава.

## Галерея творів

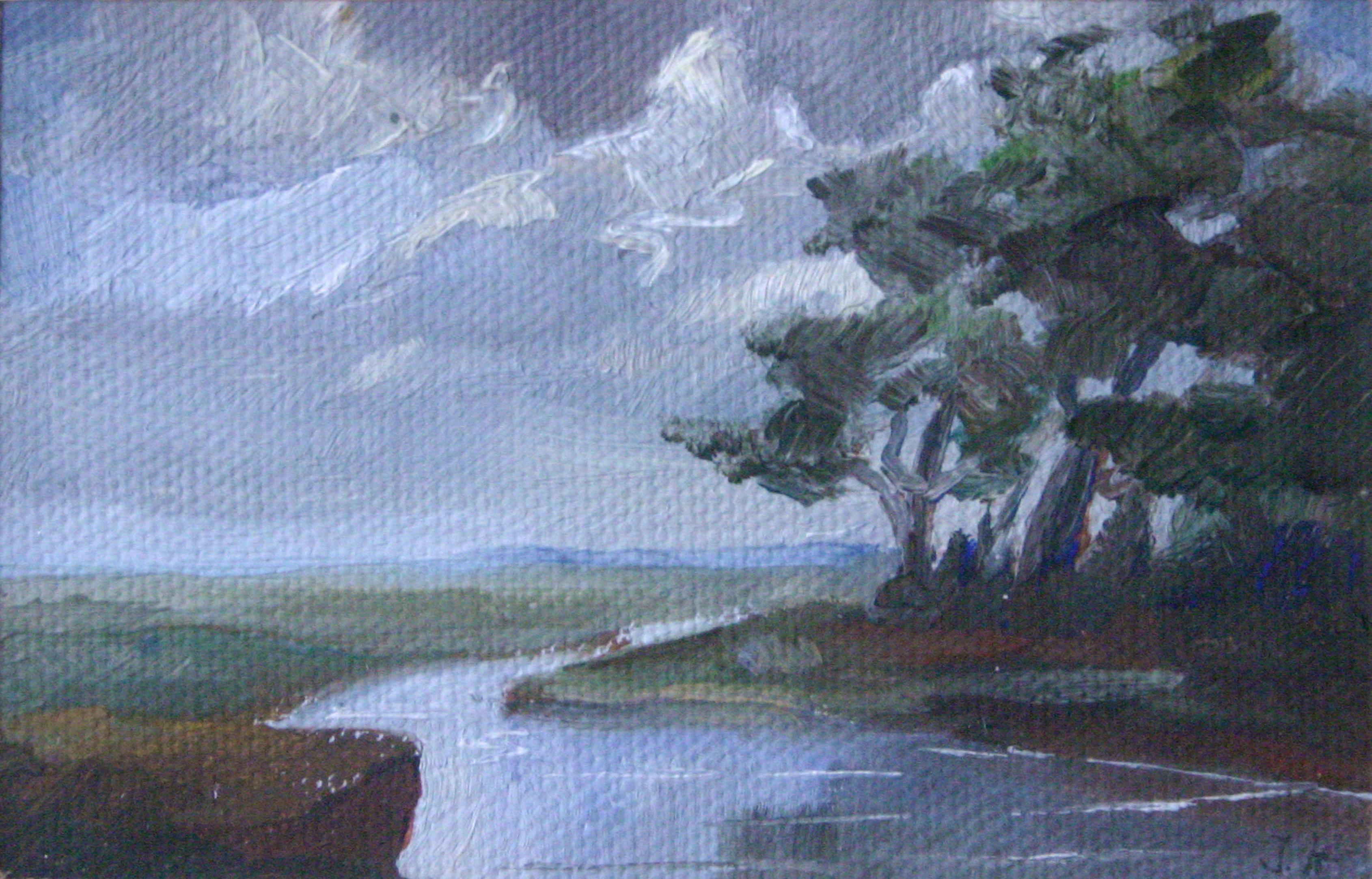
Пейзаж з рікою(1933)
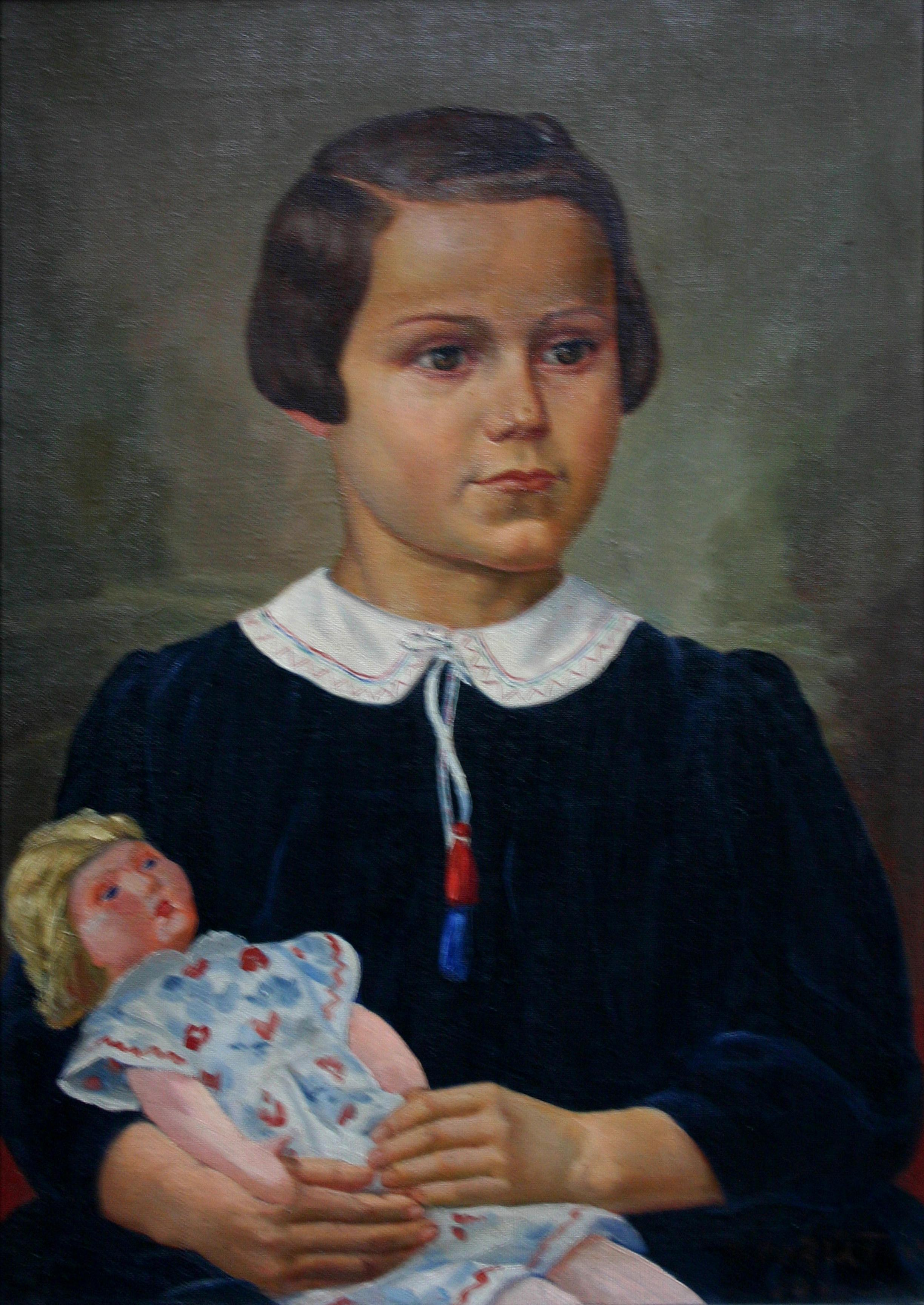
Дівчинка Єлена з лялькою (1940)
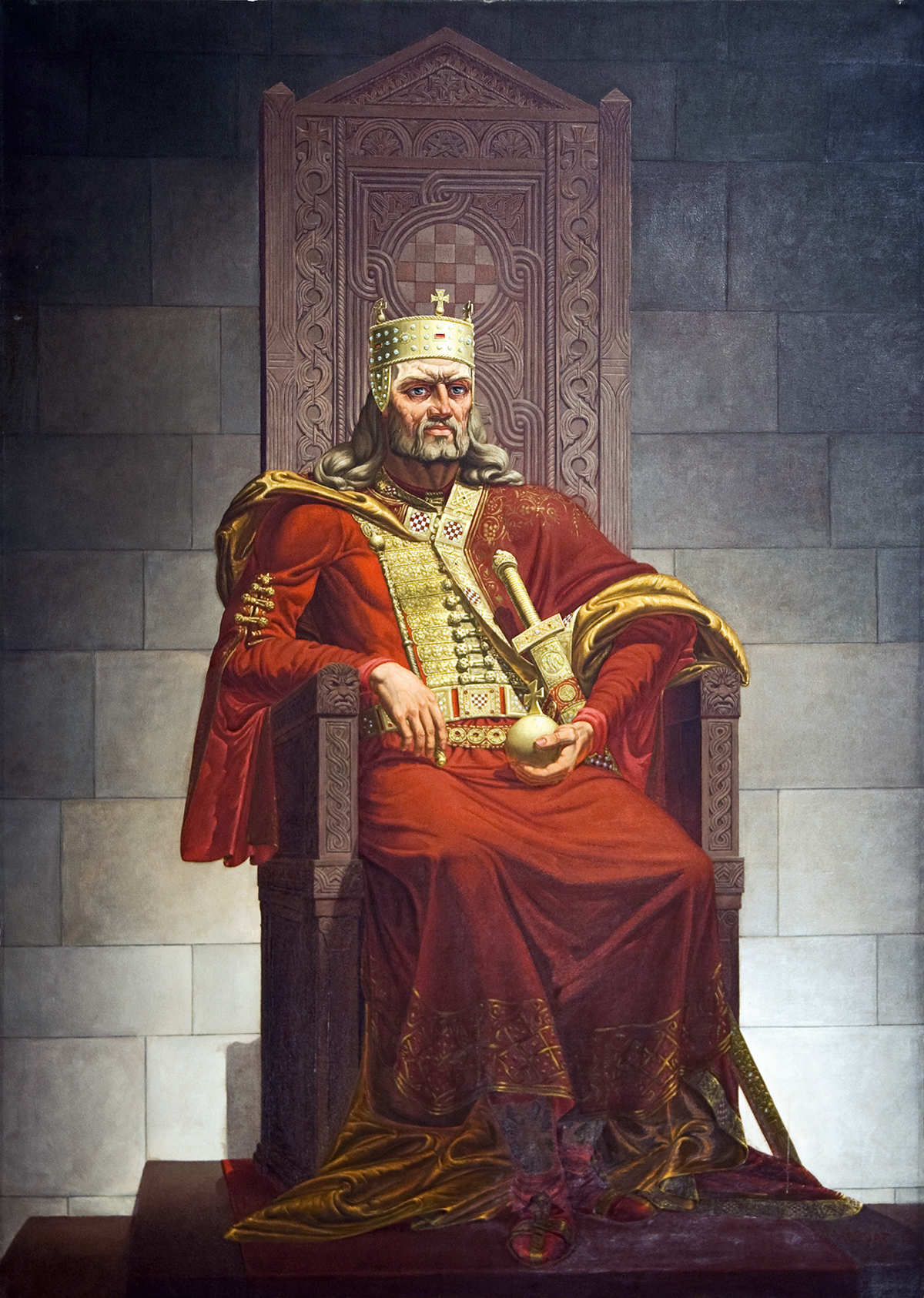
Король Томіслав на престолі (1941)
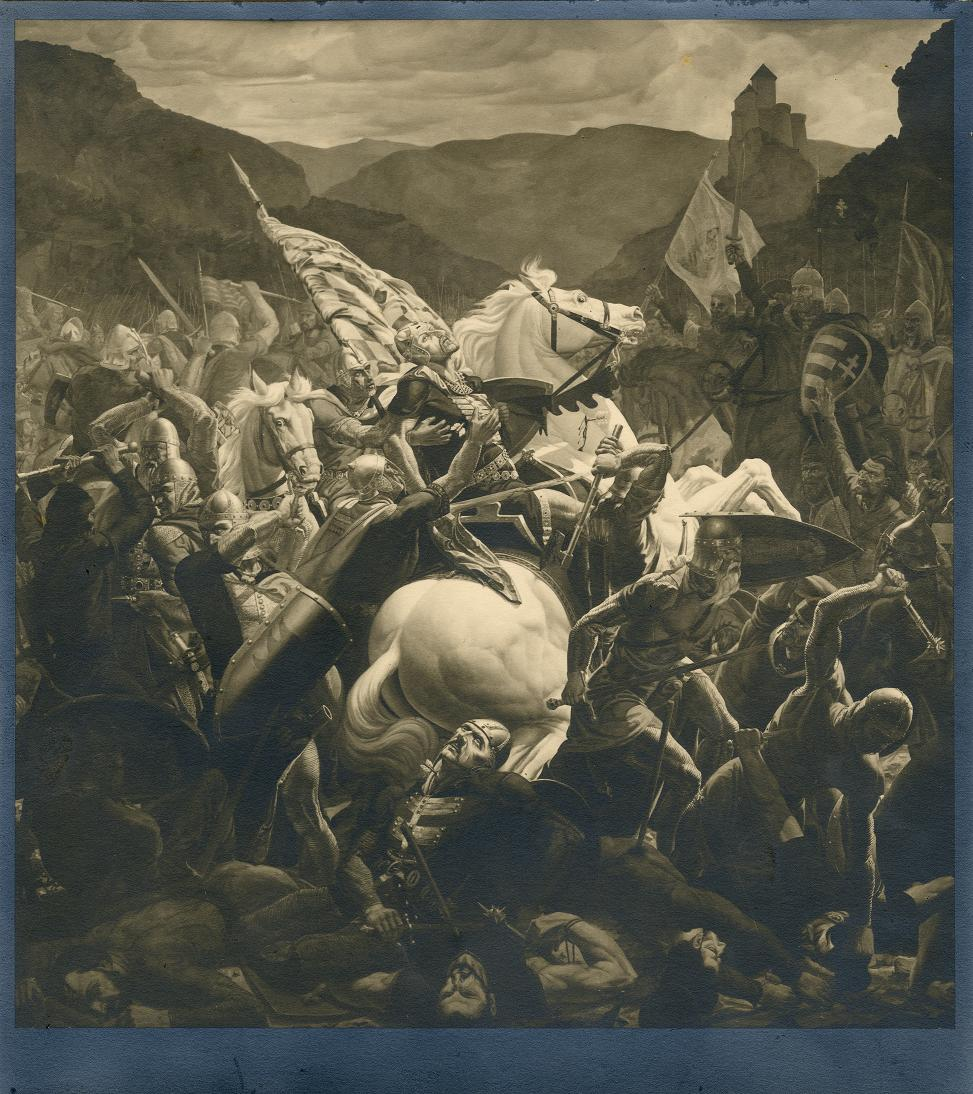
Смерть Петра Свачіча - Битва під Гвоздь (1941)
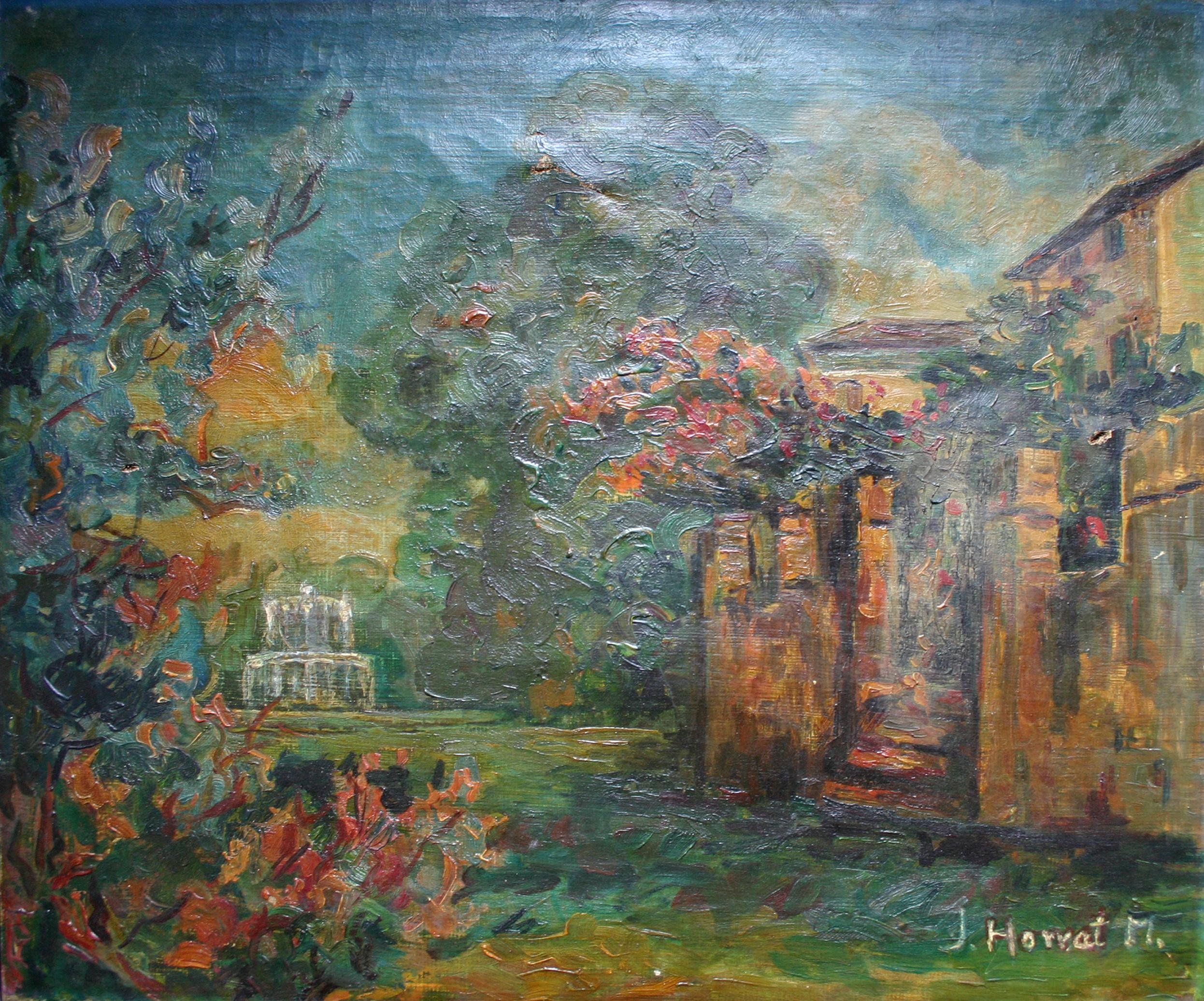
Парк осінню (1944)